# Zurich Design Weeks
Die Zurich Design Weeks sind eine Designveranstaltung der Schweiz. Sie finden einmal pro Jahr im September statt und laden ein breites Publikum dazu ein, verschiedene Ausstellungen, Installationen, geführte Touren und Events zu besuchen. Sie gilt als grösste Designveranstaltung der Schweiz.

## Geschichte
Die Zurich Design Weeks fanden 2022 zum ersten Mal statt. Initiiert wurden sie von der Design Biennale Zürich und dem Archithema Verlag, mit Unterstützung der Stadtentwicklung Zürich. Hinter der Designveranstaltung steht ein Verein. Die Design Biennale Zürich ist immer noch Bestandteil der Design Weeks.

## Konzept
Ateliers und Läden öffnen ihre Türen, etablierte Marken inszenieren ihre Neuheiten, und Designer geben einen Einblick in ihre Arbeit. Das dreiwöchige Festival vereint etablierte Events und Institutionen und bietet ein Rahmenprogramm mit Gesprächen, Stadtrundgängen und Workshops.
Die Zurich Design Weeks arbeiten eng mit den Partner Events Design Biennale Zürich, neue räume, Digital Festival, HackZurich und design tage zürich zusammen.
Themenschwerpunkte bei den Zurich Design Weeks sind unter anderem «Circular Circuit» (Veranstaltungen zum Thema Kreislaufwirtschaft) und «Newcomer» (Präsentation der Arbeiten von fünf Absolvierenden aus unterschiedlichen Disziplinen der fünf Schweizer Design-Hochschulen). 2023 war die Kyiv Design Week Teil der Zurich Design Weeks und 2024 Partner Event.
Die Zurich Design Weeks haben in jedem Jahr ein anderes Motto. 2022 war dies «Uncover», 2023 «Transition», 2024 «Good News» und 2025 «Team Up».

## Rezeption
Laut AW Architektur & Wohnen sind die Zurich Design Weeks die größte Designveranstaltung der Schweiz und zählt zu den schönsten Design Festivals in Europa.